# Ivana Baquero
Ivana Baquero, all'anagrafe Ivana Baquero Macías (Barcellona, 11 giugno 1994), è un'attrice e modella spagnola, nota per aver interpretato il ruolo di Ofelia Vidal nel film Il labirinto del fauno (El laberinto del fauno) e per quello di Eva Villanueva nella serie Alto mare (Alta mar).

## Biografia
Ivana Baquero è nata l'11 giugno 1994 a Barcellona (Spagna), da madre Julía Macías e da padre Iván Baquero.

## Carriera
Ivana Baquero ha frequentato l'American School di Barcellona, e nel 2012 al termine degli studi si è laureata in legge. Ha imparato a parlare fluentemente lo spagnolo, l'inglese e il catalano.
Ha iniziato a recitare professionalmente all'età di otto anni, interpretando alcuni piccoli ruoli in una serie di film prima di raggiungere il successo interpretando il ruolo della protagonista nel film Il labirinto del fauno (El laberinto del fauno) nel 2006. Il più notevole di questi primi film è Fragile - A Ghost Story (Frágiles), in cui ha interpretato un ruolo minore al fianco di Calista Flockhart e Richard Roxburgh. Ha recitato in numerosi altri film, tra cui Romasanta e Rottweiler. Nel 2005 ha recitato nei film televisivi Film per non dormire - Racconto di Natale (Películas para no dormir: Cuento de navidad) diretto da Paco Plaza e in Maria i Assou diretto da Sílvia Quer.
Fra circa 1 000 giovani attrici, Ivana è stata scelta per interpretare il ruolo di Ofelia nel film Il labirinto del fauno (El laberinto del fauno) diretto da Guillermo Del Toro. Esso era originariamente destinato a una ragazza di otto anni, ma la sceneggiatura è stata modificata per accogliere Ivana, che all'epoca aveva undici anni. In seguito, ha lavorato a vari progetti mentre frequentava ancora la scuola.
Nel 2008 ha preso parte al cast del film Die Frau des Anarchisten diretto da Marie Noelle e Peter Sehr. L'anno successivo, nel 2009, ha interpretato il ruolo del protagonista nel film horror The New Daughter diretto da John Connolly, con Kevin Costner, segnando il suo primo ruolo americano. Nel 2010 ha ricoperto il ruolo di Lena nel cortometraggio Absència diretto da Sheila Pye. L'anno successivo, nel 2011, ha interpretato il ruolo di Hildegart Rodriguez nel cortometraggio The Red Virgin diretto da Javi Muñoz. Nel 2013 è entrata a far parte del cast del film Another Me diretto da Isabel Coixet, nel ruolo di Kaylie.
Nel 2014 ha ricoperto il ruolo di Meri nel film Il club degli incompresi (El club de los incomprendidos) diretto da Carlos Sedes e Carles Vila. L'anno successivo, nel 2015, è stata inclusa nel cast di The Shannara Chronicles, l’adattamento televisivo di MTV della serie di romanzi Shannara di Terry Brooks, in cui ha interpretato il ruolo di Eretria; la serie è stata presentata in anteprima nel gennaio 2016. Nello stesso anno ha ricoperto il ruolo di Catarina / Joana nel film Gelo diretto da Gonçalo Galvão Teles e Luís Galvão Teles e quello di Lia nel cortometraggio Como lágrimas en la sal diretto da Helena Mariño Ruiz. Nel 2017 ha ricoperto il ruolo di Aurora nel film Demoni i tuoi occhi (Demonios tus ojos) diretto da Pedro Aguilera. Nel 2019 ha interpretato il ruolo di Claire nel film Feedback diretto da Pedro C. Alonso.
Nel 2019 e nel 2020 ha interpretato il ruolo della protagonista Eva Villanueva nella serie di Netflix Alto mare (Alta mar) e dove ha recitato insieme ad attori come Jon Kortajarena, Alejandra Onieva, Eloy Azorín, Ignacio Montes, Begoña Vargas, José Sacristán e Marco Pigossi. Nel 2021 ha ricoperto il ruolo di Marnie nel film Black Friday diretto da Casey Tebo., mentre nel 2025 è la protagonista del film La vedova nera, basato sul caso del delitto di Paitraix.

## Filmografia

### Cinema
- I delitti della luna piena (Romasanta), regia di Paco Plaza (2004)
- Rottweiler, regia di Brian Yuzna (2004)
- Fragile - A Ghost Story (Frágiles), regia di Jaume Balagueró (2005)
- Il labirinto del fauno (El laberinto del fauno), regia di Guillermo del Toro (2006)
- Die Frau des Anarchisten, regia di Marie Noelle e Peter Sehr (2008)
- The New Daughter, regia di Luis Berdejo (2009)
- Another Me, regia di Isabel Coixet (2013)
- Il club degli incompresi (El club de los incomprendidos), regia di Carlos Sedes e Carles Vila (2014)
- Gelo, regia di Gonçalo Galvão Teles e Luís Galvão Teles (2016)
- Demoni i tuoi occhi (Demonios tus ojos), regia di Pedro Aguilera (2017)
- Feedback, regia di Pedro C. Alonso (2019)
- Black Friday, regia di Casey Tebo (2021)
- La vedova nera, regia di Carlos Sedes (2025)

### Televisione
- Film per non dormire - Racconto di Natale (Películas para no dormir: Cuento de navidad), regia di Paco Plaza – film TV (2005)
- Maria i Assou, regia di Sílvia Quer – film TV (2005)
- The Shannara Chronicles – serie TV, 20 episodi (2016-2017)
- Alto mare (Alta mar) – serie TV, 22 episodi (2019-2020)

### Cortometraggi
- Absència, regia di Sheila Pye (2010)
- The Red Virgin, regia di Javi Muñoz (2011)
- Como lágrimas en la sal, regia di Helena Mariño Ruiz (2016)

## Programmi televisivi
- Corazón de... (2006-2007)
- Noche Hache (2007)
- Continuarà... (2007)
- Banda sonora (2007)
- Página 2 (2007)
- El club (2007, 2009)
- Cinema 3 (2010)
- Hellblazerbiz (2016)
- Días de cine (2016-2017, 2019)
- Build (2017)
- Noches con Platanito (2017)
- Mapi (2022)

## Doppiatrici italiane
Nelle versioni in italiano dei suoi film e delle sue serie TV, Ivana Baquero è stata doppiata da:
- Erica Necci[20] ne Il labirinto del fauno[21], The New Daughter[22], The Shannara Chronicles[23]
- Lucrezia Marricchi[24] in Il club degli incompresi[25], Alto mare[26]
- Tosawi Piovani[27] in Rottweiler
- Sara Labidi in La vedova nera

## Riconoscimenti

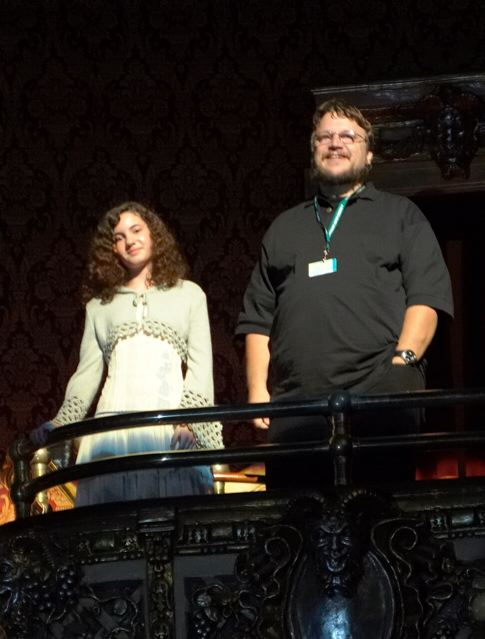
Ivana Baquero con il regista Guillermo del Toro.

- Accademia dei film di fantascienza, fantasy e horror, USA
  - 2007: Vincitrice come Miglior interpretazione di un'attrice più giovane per il film Il labirinto del fauno (El laberinto del fauno)
- Alleanza delle Giornaliste Cinematografiche
  - 2006: Candidata come Miglior interpretazione rivoluzionaria per una giovane attrice per il film Il labirinto del fauno (El laberinto del fauno)
- Associazione cinematografica e televisiva online
  - 2007: Candidata come Miglior prestazione giovanile per il film Il labirinto del fauno (El laberinto del fauno)
- Cinema Writers Circle Awards, Spagna
  - 2007: Candidata come Miglior attrice rivelazione per il film Il labirinto del fauno (El laberinto del fauno)
- Festival Internazionale del Cinema Una Notte di Horror
  - 2016: Vincitrice come Miglior interpretazione femminile per il film Gelo
- Festival Internazionale del Cinema di Figueira da Foz
  - 2016: Vincitrice come Miglior attrice per il film Gelo
- Festival del cinema spagnolo di Malaga
  - 2017: Vincitrice come Miglior attrice per il film Demoni i tuoi occhi (Demonios tus ojos)
- Festival del cinema del pianeta fantastico
  - 2016: Vincitrice come Miglior attrice per il film Gelo
- Premio ACE
  - 2007: Vincitrice come Miglior attrice rivelazione per il film Il labirinto del fauno (El laberinto del fauno)
- Premio Butaca
  - 2007: Candidata come Miglior attrice cinematografica catalana per il film Il labirinto del fauno (El laberinto del fauno)
- Premio CinEuphoria
  - 2017: Candidata come Miglior attrice per il film Gelo
  - 2017: Candidata come Miglior interpretazione per il film Gelo insieme ad Afonso Pimentel, Albano Jerónimo, Ivo Canelas e João Jesus
- Premio Goya
  - 2007: Vincitrice come Miglior attrice rivelazione per il film Il labirinto del fauno (El laberinto del fauno)
- Premio Sophia dell'Accademia del cinema portoghese
  - 2017: Candidata come Miglior attrice per il film Gelo
- Premio dell'Associazione dei critici cinematografici di trasmissione
  - 2007: Candidata come Miglior giovane attrice per il film Il labirinto del fauno (El laberinto del fauno)
- Premio della Chicago Film Critics Association
  - 2006: Candidata come Attrice più promettente per il film Il labirinto del fauno (El laberinto del fauno)
- Premio della Fondazione Imagen
  - 2007: Vincitrice come Miglior attrice per il film Il labirinto del fauno (El laberinto del fauno)
- Premio dell'Unione degli attori spagnoli
  - 2007: Vincitrice come Miglior attrice rivelazione per il film Il labirinto del fauno (El laberinto del fauno)
- Young Artist Awards
  - 2007: Vincitrice come Miglior interpretazione da protagonista in un lungometraggio internazionale per il film Il labirinto del fauno (El laberinto del fauno)